# Dorylus gaudens
Dorylus gaudens är en myrart som beskrevs av Santschi 1919. Dorylus gaudens ingår i släktet Dorylus och familjen myror. Inga underarter finns listade i Catalogue of Life.